# Barbastella beijingensis
Barbastella beijingensis är en fladdermus i familjen läderlappar som endast är känd från två mindre områden i östra Kina. Arten blev 2007 beskriven av ett kinesiskt forskarlag. Artepitetet i det vetenskapliga namnet syftar på Peking där typexemplaret hittades.

## Utseende
Exemplaren blir utan svans 50 till 53 mm långa, svanslängden är 33 till 47 mm och vikten varierar mellan 10,5 och 14 g. Djuret har 41 till 46,5 mm långa underarmar och 13 till 15,5 mm stora öron. Ovansidan är täckt av mörkbrun till svart päls med hår som har ljusare spetsar. Undersidans päls är lite ljusare. Ett kännetecken är de nästan fyrkantiga öronen som är sammanlänkade på hjässa. De liknar mer öron av den europeiska arten barbastell än öron av andra släktmedlemmar i östra Asien. I tanduppsättningen har den andra övre framtanden per sida två knölar på toppen, den tredje är liten och hörntanden är smal.

## Utbredning
Fram till 2020 var endast två fyndplatser kända. Den första sydväst om Peking och den andra nära staden Lingbao i provinsen Henan. Dessa områden ligger 400 respektive 700 meter över havet. Exemplaren lever i blandskogar vanligen med träd av tallsläktet, tujasläktet och eksläktet.

## Ekologi
Barbastella beijingensis vilar på dagen i grottor och övergivna tunnlar. Den delar gömstället med Rhinolophus nippon, Myotis pilosus, litet musöra och arter av släktet Murina. För ekolokaliseringen har arten två olika skrik. Den första varar i cirka 8 millisekunder, börjar vid 42,7 kHz och slutar vid 25,1 kHz. Den andra är ungefär 5 millisekunder lång, har en startfrekvens av 39,2k Hz och en slutfrekvens av 26,8 kHz. Den kraftigaste intensiteten uppnås vid 39,4 respektive 32,1 kHz. Angående födovalet och fortplantningen finns inga informationer för arten.

## Hot
Beståndet hotas av störningar vid gömstället och av bekämpningsmedel som nyttjas i jordbruket. Fram till året 2020 var endast 6 individer kända. IUCN listar Barbastella beijingensis med kunskapsbrist (DD).